# Echium anchusoides
Echium anchusoides là loài thực vật có hoa trong họ Mồ hôi. Loài này được Bacch., Brullo & Selvi mô tả khoa học đầu tiên năm 2000.